# Steven Suib
Steven L. Suib (né en 1953) est un chimiste inorganique, universitaire et chercheur américain. Il est membre du conseil d'administration et professeur distingué de chimie à l'Université du Connecticut. Il est directeur de l'Institute of Materials Science et du Center for Advanced Microscopy and Materials Analysis.
Les recherches de Suib se concentrent principalement sur la chimie inorganique à l'état solide, la chimie physique , la chimie environnementale, la photochimie inorganique, la chimie des plasmas et la photocatalyse . Il a travaillé sur la synthèse de nouveaux adsorbants, batteries, catalyseurs, céramiques et semi-conducteurs. Il a publié plus de 700 articles de recherche et a déposé environ 80 brevets à son nom. Suib est l'éditeur d'une série de livres, New and Future Developments, sur l'activation du dioxyde de carbone, la catalyse par nanoparticules, l'assainissement et les préoccupations environnementales, entre autres.

## Éducation
Suib a obtenu son bachelor en chimie et en géologie du State University College de New York en 1975. Il a obtenu son doctorat de l'Université de l'Illinois à Urbana-Champaign en 1979.

## Carrière
Après son doctorat. études, Suib a rejoint l'Université de l'Illinois à Champaign-Urbana en tant qu'associé postdoctoral jusqu'en 1980. Il a ensuite été nommé par l'Université du Connecticut en tant que professeur adjoint au département de chimie. Il a été promu professeur agrégé en 1986 et professeur en 1989. En 2001, il est devenu professeur émérite de chimie au conseil d'administration.
Parallèlement à ses postes universitaires, Suib a également occupé des postes administratifs à l'Université du Connecticut. Il a été chargé de recherche du chancelier en 2000 et a été chef du département de chimie de 2001 à 2011. En 2013, il a été nommé directeur de l'Institut des sciences des matériaux de l'Université.
Suib est membre de l'American Chemical Society et de la National Academy of Inventors . Il est le récipiendaire du prix d'excellence en recherche des anciens élèves de l'Université du Connecticut et de la médaille des sciences du Connecticut. Il est rédacteur en chef de Microporous and Mesoporous Materials, rédacteur en chef de Materials (en), rédacteur en chef spécialisé de Frontiers in Green and Environmental Chemistry et Field Chief Editor de Frontiers in Chemistry.

## Recherche
Suib a mené des recherches dans les domaines de la chimie inorganique du solide, de la chimie physique et environnementale, de la chimie des plasmas, de la photochimie inorganique et de la photocatalyse. Il a travaillé sur la synthèse de nouveaux adsorbants, batteries, catalyseurs, céramiques, composites, capteurs et semi-conducteurs. Ses recherches incluent l'étude des cycles catalytiques redox, les synthèses vertes, la catalyse hétérogène et la caractérisation de systèmes utilisant des techniques structurelles, cristallographiques, de surface, électrochimiques, de luminescence, microscopiques et EPR.

### Photochimie inorganique
Suib s'est intéressé à la photochimie inorganique comme intérêt de recherche dans les années 1980. Il a étudié la photochimie et le transfert d'électrons et d'énergie entre les terres rares et les ions actinides dans les zéolites. Ses recherches ont indiqué que le placement sélectif de certains ions inorganiques dans des tamis moléculaires de zéolite peut être utilisé pour contrôler l'efficacité du transfert d'énergie dans divers écrans et dispositifs de luminescence.
Dans un article de recherche publié en 1990, Suib a étudié la photochimie des surfaces semi-conductrices et a examiné la photo-réduction in situ du sulfure d'étain en appliquant diverses analyses telles que la spectroscopie photoélectronique aux rayons X, l'analyse photogravimétrique et l'analyse des gaz résiduels. Ses recherches ont indiqué que le processus de photo-réduction dépendait de la quantité résiduelle d'ions chlorure de surface lors de la fabrication de sulfure d'étain à partir de chlorure d'étain. Ses recherches ont également mis en évidence la possibilité de doper des semi-conducteurs à des fins d'initiation de réduction.

### Photocatalyse
Suib a fait des recherches sur la photocatalyse avec son étude sur la photochimie dans les années 1980. Il a mené une expérience d'oxydation photocatalytique hétérogène du 1-butène sur des films d'oxyde d'étain et de dioxyde de titane. Il a préparé trois films à l'aide d'un procédé de revêtement par immersion, puis a étudié leur photo-activité sous illumination UV. Suib a étudié les effets de l'humidité et a mis en évidence deux fonctions de l'eau dans l'expérience.
Suib a étudié l'évolution photocatalytique de l'oxygène à partir d'eau non potable en utilisant un catalyseur d'oxydation moléculaire de l'eau bio-inspiré. Son groupe de recherche a découvert que dans des conditions spécifiques, l'incorporation d'amas de manganèse cubane dans les membranes Nafion ainsi que l'éclairage par la lumière, conduisaient à l'oxydation de l'eau dans une solution aqueuse de chlorure de sodium et d'eau de mer. Au milieu des années 2010, Suib a étudié la viabilité de la technologie d'oxydation photocatalytique pour la purification de l'air. Son groupe a complété les recherches menées par l'UTRC sur les vitesses de réaction des composés organiques volatils puis a mené des études de validation sur des prototypes de purificateurs. En analysant les résultats de l'étude de validation, ils ont identifié les principales contraintes dans l'application de la technologie susmentionnée.
Suib a utilisé le matériau de sulfure de cuivre mésoporeux dans un processus catalytique dirigé par la lumière visible pour la transformation d'amines en imines. Il a ensuite appliqué des études de détermination d'espèces réactives de l'oxygène et une cinétique de réaction pour déterminer la chimie de surface du processus catalysé.

### Matériaux mésoporeux et microporeux
Suib s'est concentré sur les matériaux mésoporeux et microporeux comme un intérêt de recherche dans les années 1990. Initialement avec des chercheurs de Texaco, il a étudié les oxydes de manganèse microporeux et a discuté de divers développements et méthodes, notamment la précipitation redox, le traitement sol-gel et le chauffage par micro-ondes pour la synthèse d'oxydes de manganèse. Il a également discuté de la structure du tunnel des hollandites et des todorokites ainsi que des espacements intercouches des oxydes de manganèse.
Au début des années 2010, Suib a étudié la génération de matériaux mésoporeux cristallins à taille de pores monomodale à contrôle thermique. Il a discuté des conditions nécessaires à la génération de matériaux mésoporeux, tels que les milcelles inverses, l'élimination des effets de solvant et la condensation contrôlée des charpentes inorganiques. Selon Suib, la manipulation de la taille des nanoparticules peut ajuster les mésopores et ce phénomène peut conduire au développement de plusieurs phases du même oxyde métallique et peut également aider à la synthèse de matériaux ayant des structures et des stabilités thermiques différentes.
Pour développer des titanates métalliques à grande surface spécifique, Suib a proposé une méthode de synthèse généralisée impliquant une dissolution de métal et une formation de micelles inverses. Son groupe de recherche a produit les surfaces les plus élevées de ces métaux et a utilisé la cartographie SEM-EDX et TEM pour l'étude des distributions homogènes des métaux.

### Chimie environnementale et synthèses vertes
Suib a mené ses recherches sur la chimie environnementale et la synthèse verte au début des années 2000. Il a étudié la dégradation catalytique du bleu de méthylène en appliquant la méthode d'oxydation verte ayant le TBHP comme oxydant. Les catalyseurs utilisés dans la méthode d'oxydation proviennent d'une classe d'oxydes de manganèse poreux et sont appelés tamis moléculaires octaédriques. Le TBHP, plutôt que le peroxyde d'hydrogène, a amélioré la composition du bleu de méthylène.
Suib a synthétisé un catalyseur à base d'oxyde mixte de cuivre et d'aluminium, en tant qu'approche écologique pour la synthèse d'imines en un seul pot. Les catalyseurs synthétisés, en plus de se révéler efficaces dans le processus de formation directe d'amines dans des conditions sans solvant, ont également présenté une stabilité et une recyclabilité élevées. En analysant les résultats d'adsorption de pyridine, Suib a découvert qu'un nombre accru de sites acides de Lewis contribuait à une activité catalytique améliorée.
Au début des années 2010, l'équipe de recherche de la Suib a mené des recherches sur les grands enjeux de la chimie environnementale dans le contexte de l'énergie, des matériaux et des systèmes nanométriques. Il a évoqué différents états de la matière et mis en évidence divers phénomènes tels que la pollution et la contamination. Il a souligné le besoin de matériaux verts, de sources d'énergie, de processus et de solutions vertes viables pour la croissance dans des environnements sains.

## Prix et distinctions
- 1986 - Prix ACS Connecticut Valley
- 1991 - Prix de l'ingéniosité CT Yankee
- 1993 - Alumni Excellence in Research Award, Université du Connecticut
- 1993 - Prix de recherche Olin
- 1996 - Bourse de la NASA
- 1998 - Prix SUNY pour réalisations exceptionnelles
- 2005 - Prix du pionnier de la chimie [20]
- 2009 - Prix de la région du Nord-Est, American Chemical Society
- 2011 - Médaille des sciences du Connecticut [3]
- 2011 - Président élu de la division Technologie chimique appliquée, ACS
- 2017 - Prix d'excellence en catalyse, NY Metropolitan Catalysis Society [21]

### Livres
- New and Future Developments in Catalysis: Activation of Carbon Dioxide (2013) (ISBN 978-0444538826)
- New and Future Developments in Catalysis: Solar Photocatalysis (2013) (ISBN 978-0444538727)
- New and Future Developments in Catalysis: Catalysis by Nanoparticles (2013) (ISBN 978-0444538741)
- New and Future Developments in Catalysis: Hybrid Materials, Composites, and Organocatalysts (2013) (ISBN 978-0444538765)
- New and Future Developments in Catalysis: Catalytic Biomass Conversion (2013) (ISBN 978-0444538789)
- New and Future Developments in Catalysis: Catalysis for Remediation and Environmental Concerns (2013) (ISBN 978-0444538703)
- New and Future Developments in Catalysis: Batteries, Hydrogen Storage and Fuel Cells (2013) (ISBN 978-0444538802)

### Articles (sélection)
- Yuan, J.; Liu, X.; Akbulut, O.; Hu, J.; Suib, SL ; Kong, J.; Stellacci, F., Superwetting nanowire membranes for selective absorption, Nature Nanotechnology, 2008, 3, 332-336.
- Tian, ZR ; Tong, W. ; Wang, JY; Duan, N.; Krishnan, VV; Suib, SL Manganese Oxide Mesoporous Structures : Mixed Valent Semiconducting Catalysts, Science, 1997, 276, 926-930.
- Meng, Y. ; Song, W.; Huang, H.; Ren, Z. ; Chen, SY; Suib, S., Structure-Property Relationship of Bifunctional MnO2 Nanostructures: Highly Efficient, Ultra-Stable Electrochemical Water Oxidation and Oxygen Reduction Reaction Catalysts Identified in Alkaline Media, J. Am. Chem. Soc., 2014, 136, 11452-11464.
- Brock, SL ; Duan, N.; Tian, ZR ; Giraldo, O. Zhou, H. ; Suib, SL A Review of Porous Manganese oxide materials, Chem. Mater., 1998, 10, 2619-2628.
- Njagi, E.; Huang, H.; Stafford, L.; Genuino, H.; Galindo, H.; Collins, J.; Hoag, G.; Suib, SL, Biosynthesis of iron and silver nanoparticles at room temperature using aqueous sorghum bran Extracts, Langmuir, 2011, 27, 264-271.